# 菅原神社 (北九州市小倉北区)
菅原神社（すがわらじんじゃ）は、福岡県北九州市小倉北区古船場町にある天満宮の1つである。

## 年中行事
- 1月1日 - 歳旦祭
- 4月24日・25日 - 春季大祭
- 7月25日 - 夏越祭

## 交通
- 北九州モノレール - 旦過駅